# Carte di Arborea

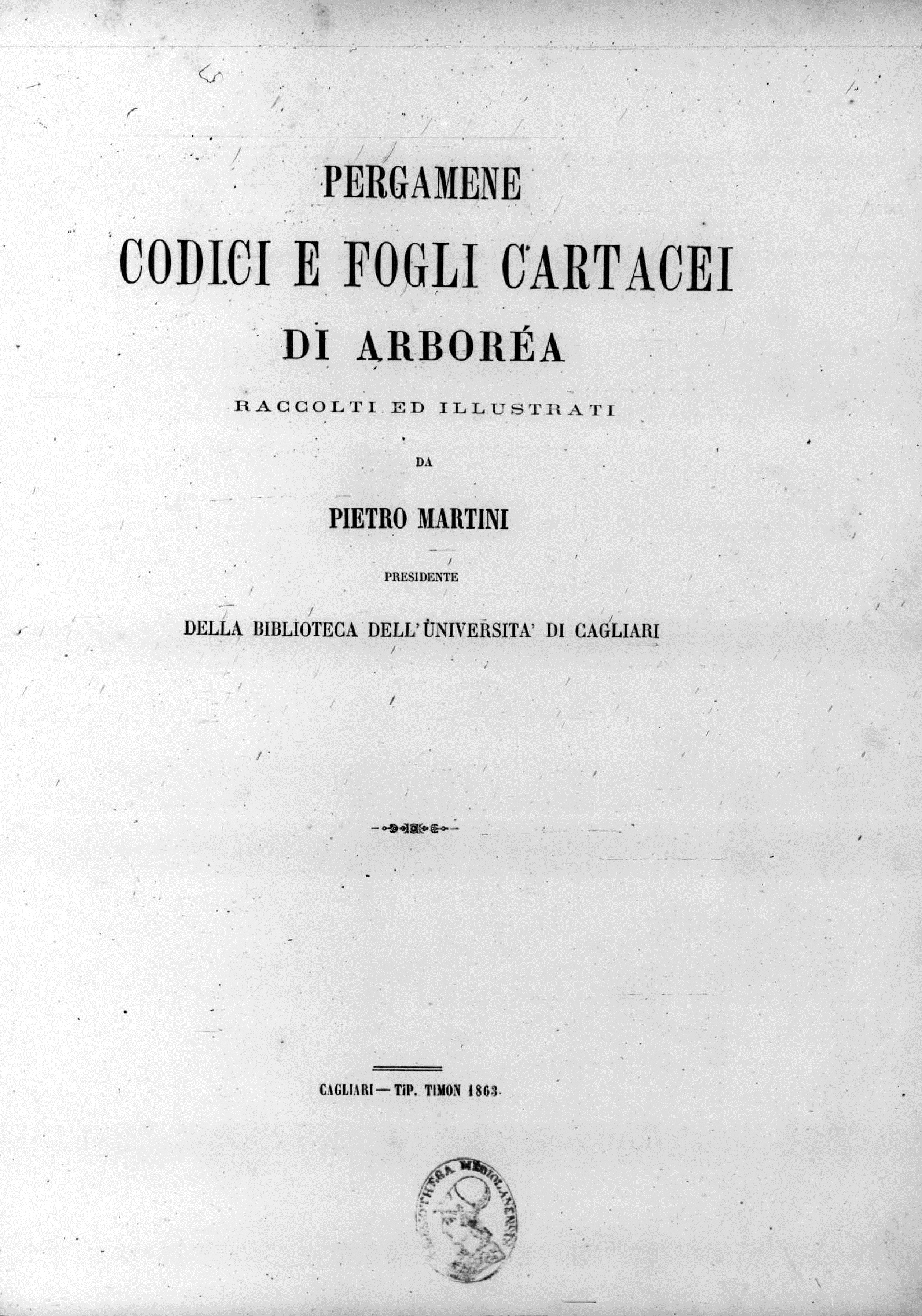
Pietro Martini, Pergamene, codici e fogli cartacei di Arborea, 1863

Le Carte di Arborea sono una serie di documenti falsi messi in circolazione dal 1845 da un frate minore, Cosimo Manca da Pattada. 
Fra le carte  vi erano documenti, cronache, testi giuridici e poemi in latino, in italiano e in sardo medievale. In realtà le carte, in maggioranza pergamene, non erano di Arborea ma provenivano da un ufficio di Cagliari ed erano state create da un archivista, certo Ignazio Pillito. 
Queste furono accolte con un certo entusiasmo negli ambienti accademici sardi; primo fra tutti fu lo storico reazionario Pietro Martini a dare credibilità alle Carte, pubblicando nel 1863 le Pergamene, codici e fogli cartacei di Arborea.
La originalità di queste carte fu sostenuta anche da molti intellettuali italiani, perché permettevano di annullare il ritardo della poesia italiana rispetto alla poesia di Provenza e di Francia.
Il dibattito sulla loro autenticità proseguì per diversi anni e si concluse solo nel 1870, quando una commissione scientifica dell'Accademia delle Scienze di Berlino, presieduta dal classicista Theodor Mommsen, ne decretò la totale falsità.